# Mercedes-Benz W114-W115
Met de W114 en W115 wordt de Mercedes-Benz-serie bedoeld die van 1968 tot 1976 gebouwd werd. Deze reeks wordt ook wel aangeduid als /8 („Strich-Acht“) vanwege het introductiejaar 1968. In 1976 werd de auto afgelost door de W123. De /8 is inmiddels een oldtimer. De W114 modellen hadden een 6-in-lijn-motor onder de kap, waar de W115 modellen het moesten doen met een 4-cilindermotor.

## Foto's

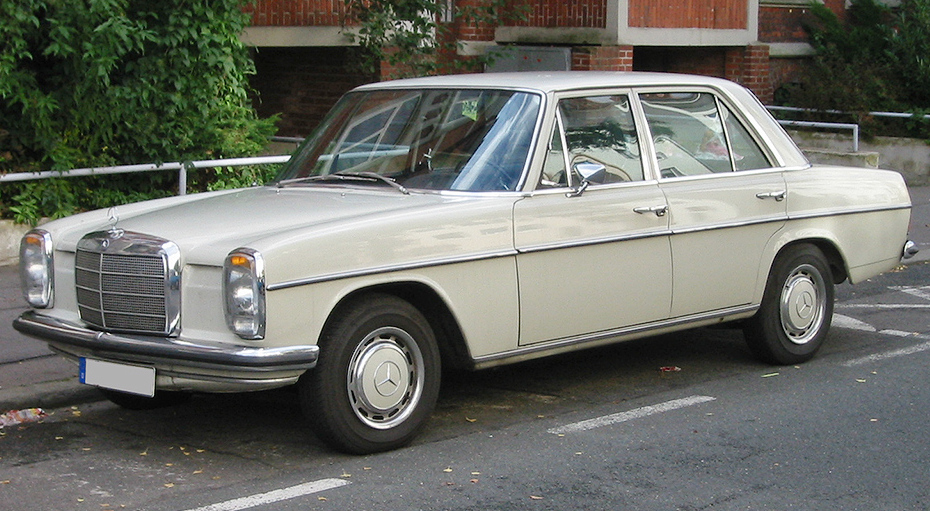
1968-1973 (smalle gril)
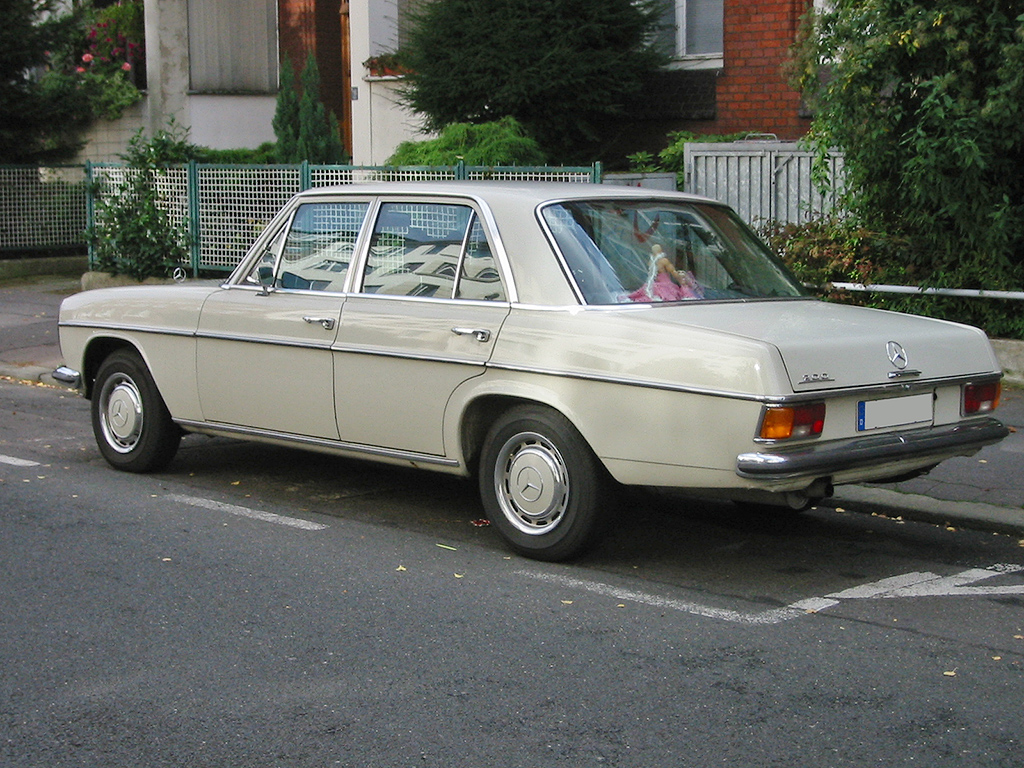
1968-1973 (gladde achterlichten, klein draairaampje voor)

### Vanaf 1973

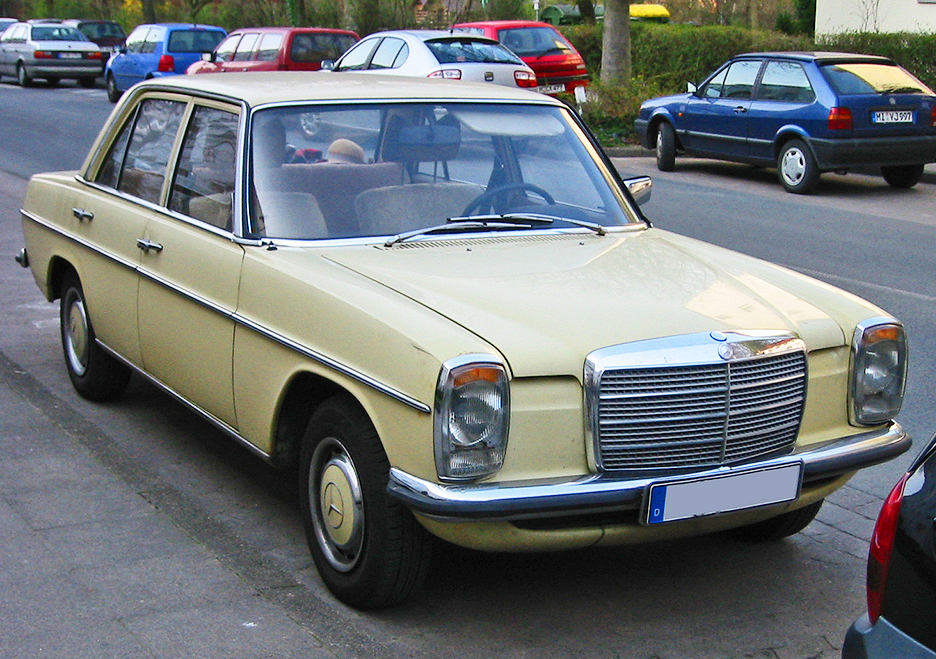
1973-1976 (brede gril)
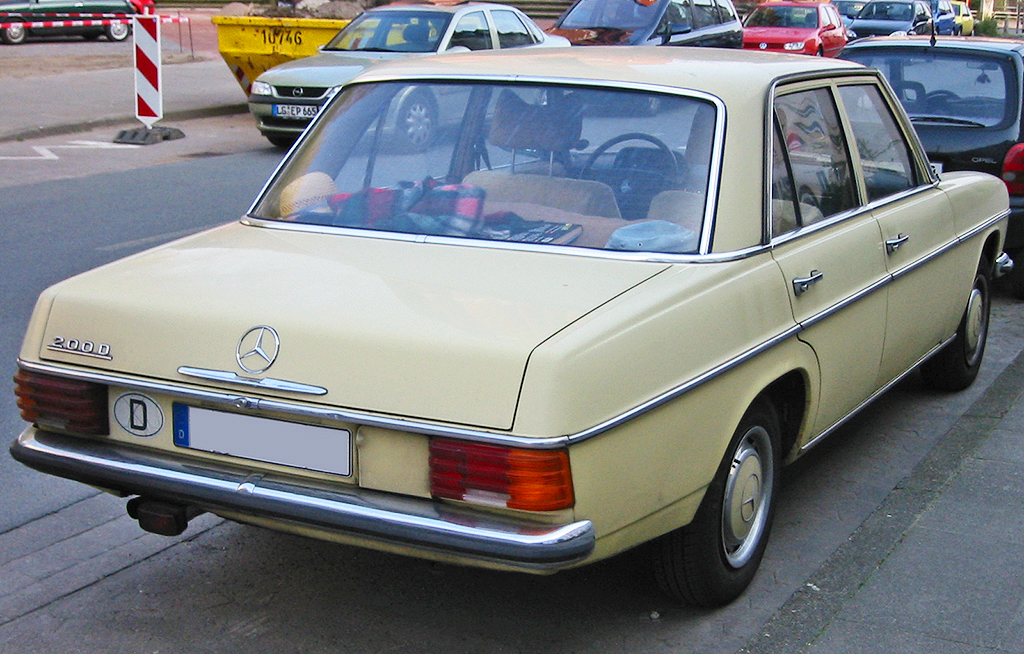
1973-1976 (geribbelde achterlichten)

### Andere carrosserievarianten

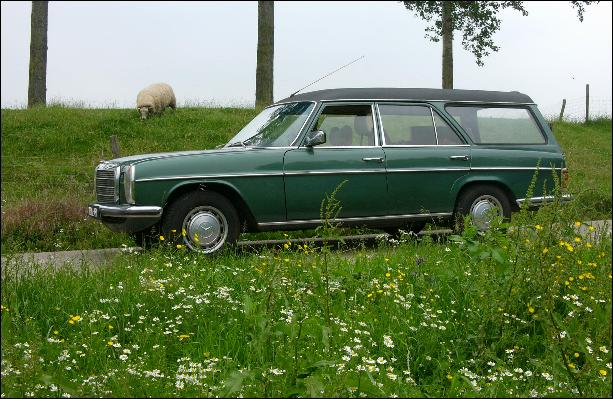
IMA Kombi Stationcar
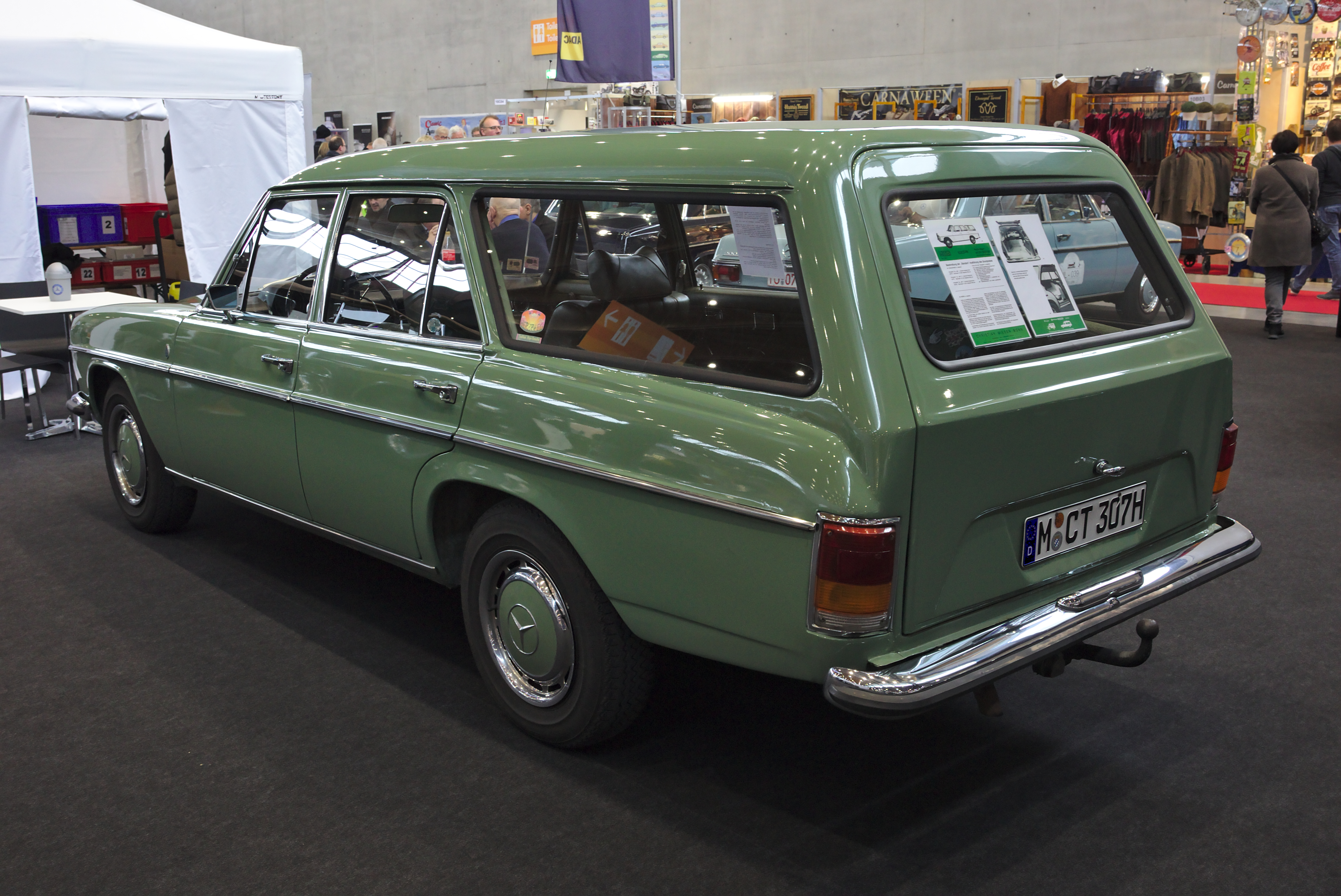
Miesen Kombi Stationcar
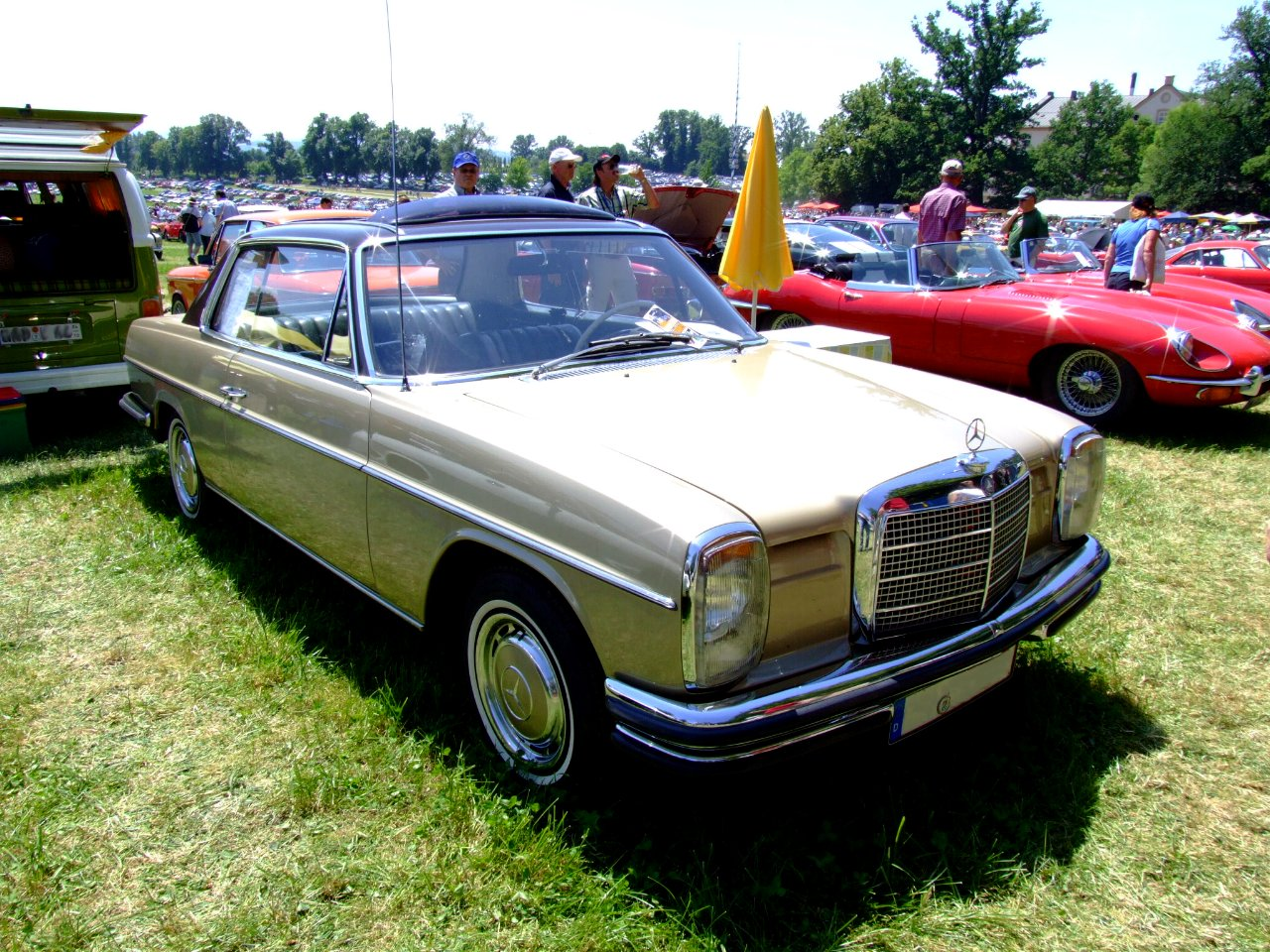
250C (1970)
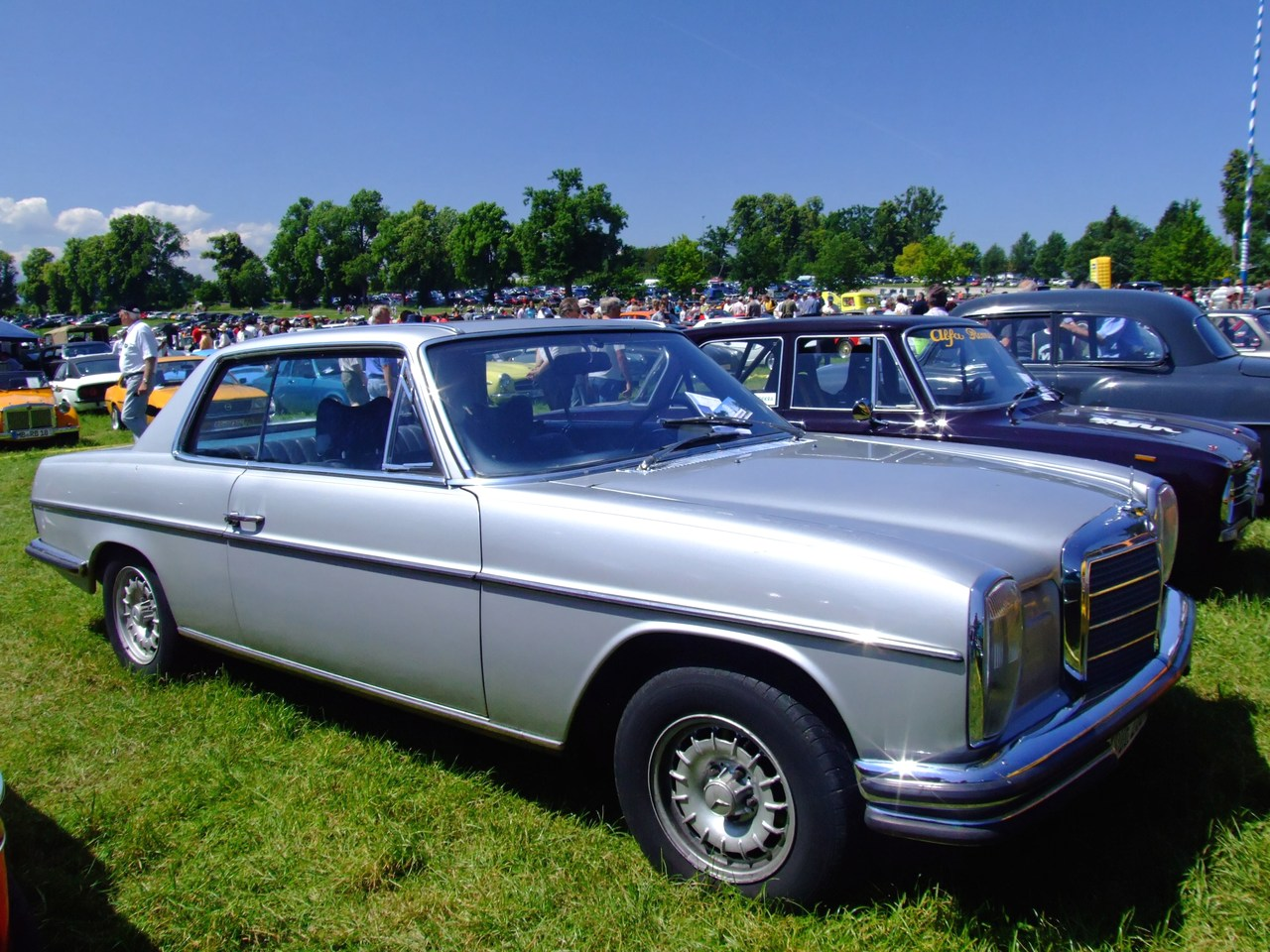
280 CE (1971)
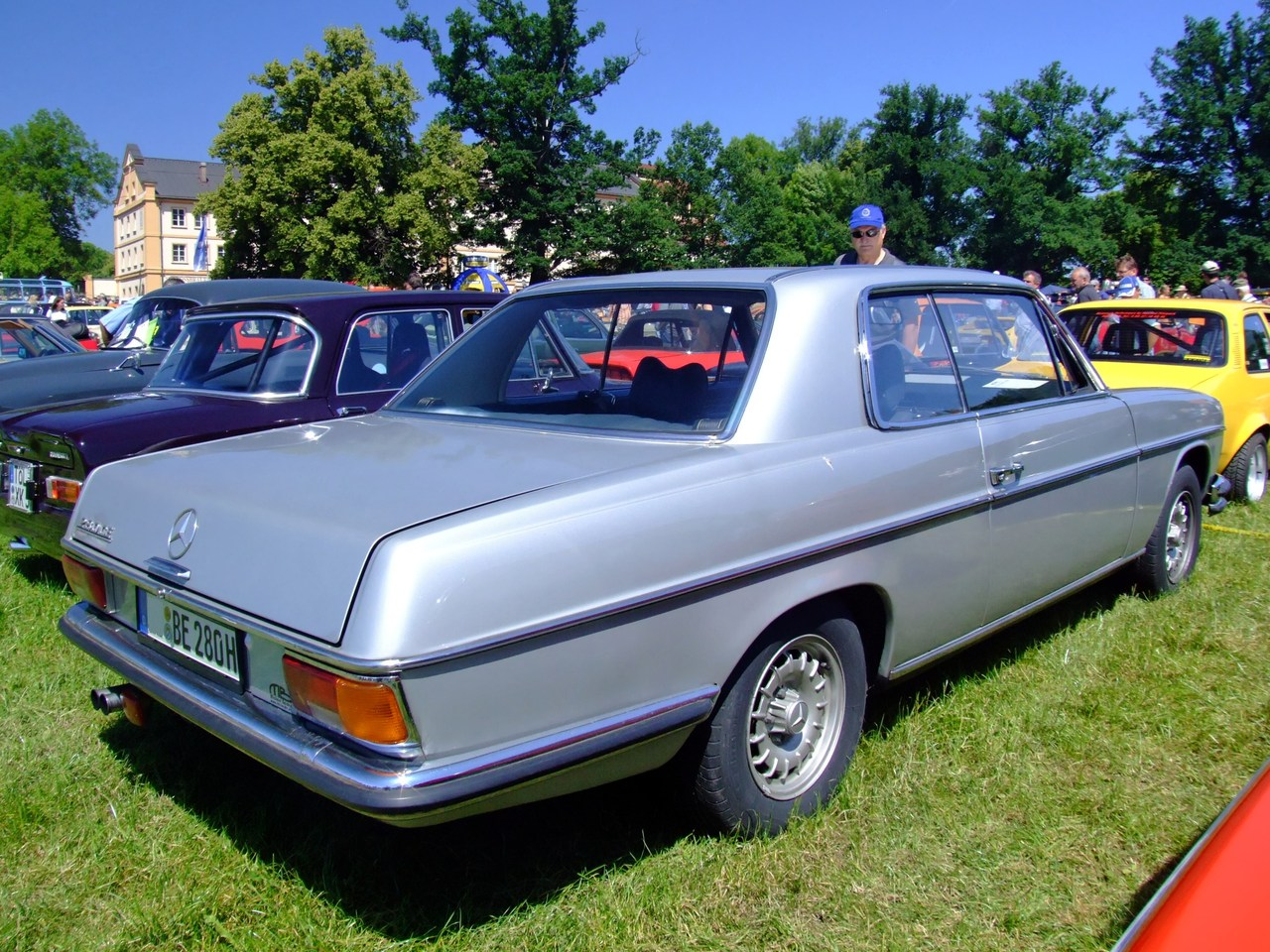
280 CE (1971)
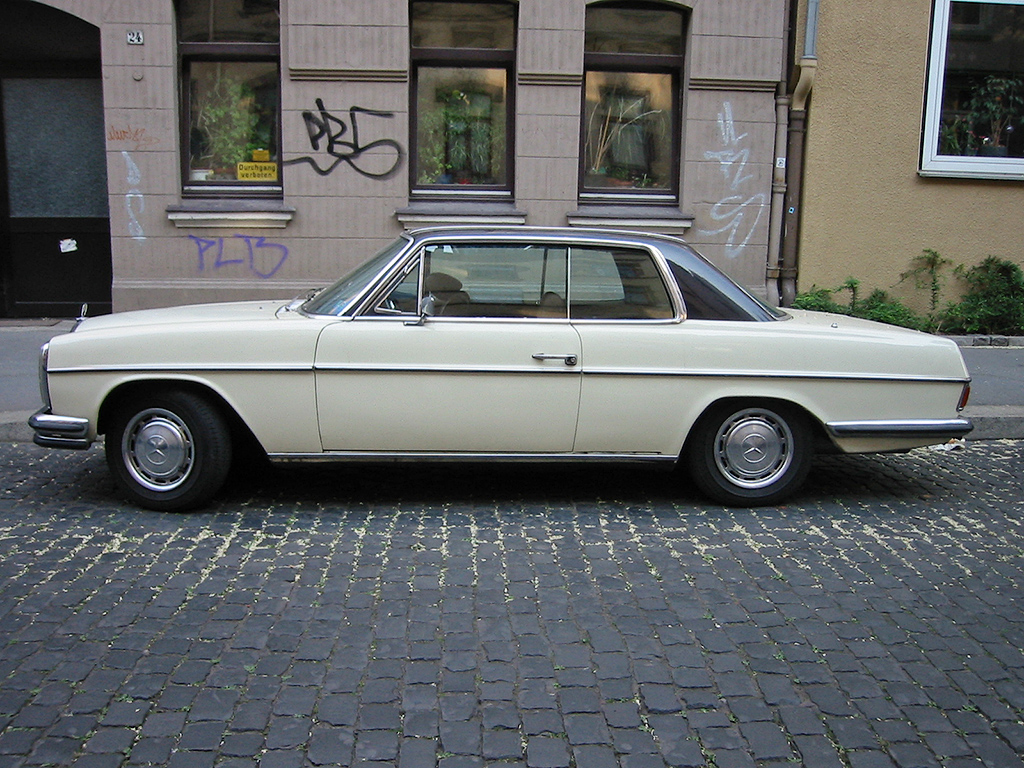
Coupé
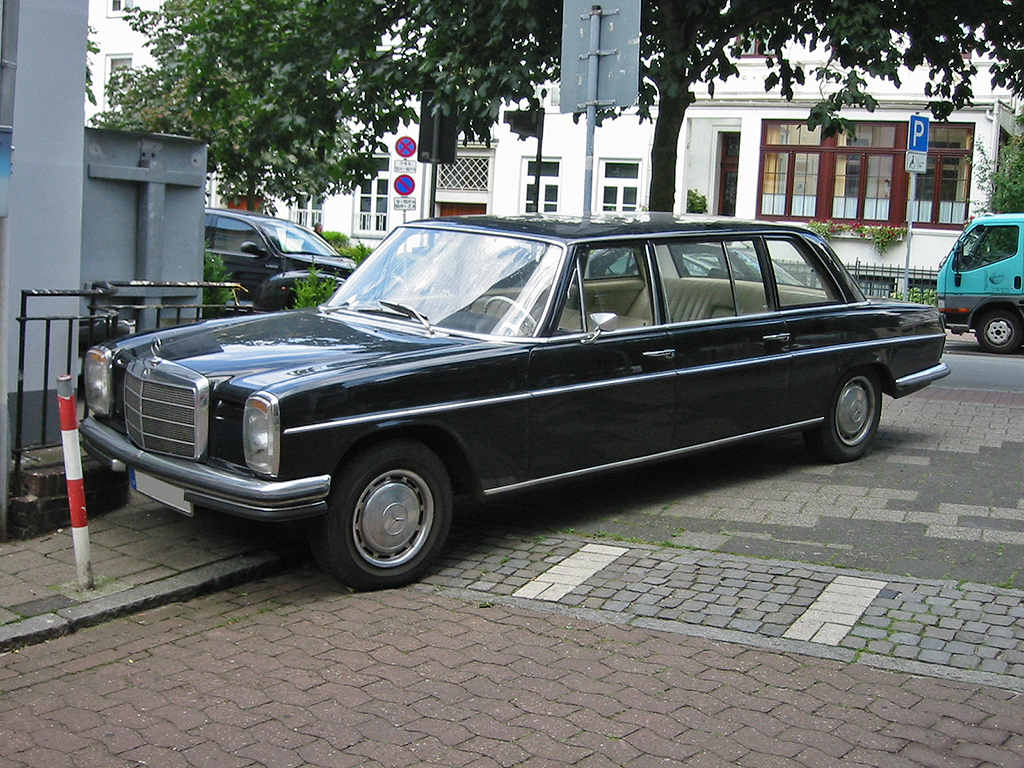
Lange versie